# Córdoba (provins)
 For alternative betydninger, se Cordoba (flertydig). (Se også artikler, som begynder med Cordoba)
Córdoba er en provins i det sydlige Spanien, i den nordlige del af den autonome region Andalusien. Den grænser til provinserne Málaga, Sevilla, Badajoz, Ciudad Real, Jaén og Granada.
Provinsen har et areal på 13.550 km² og omkring 800.000 indbyggere. 40 % af disse bor i provinshovedstaden Córdoba. Provinsen har 75 kommuner. 